# Nephrotoma bombayensis
Nephrotoma bombayensis är en tvåvingeart som först beskrevs av Pierre Justin Marie Macquart 1855.
Nephrotoma bombayensis ingår i släktet Nephrotoma och familjen storharkrankar. Inga underarter finns listade i Catalogue of Life.